# Casa - Atelier „Gabriel Popescu”
Casa - Atelier „Gabriel Popescu” este un muzeu județean din Vulcana-Pandele. 
Muzeul, ce poartă denumirea generică Casa-Atelier Gabriel Popescu, este situat în satul Gura Vulcănii (comuna Vulcana Pandele), locul de naștere al artistului, o zonă colinară de o frumusețe mirifică. Lăcașul cultural dâmbovițean a fost deschis la 15 mai 1973 chiar în casa gravorului Gabriel Popescu (1866 - 1937), amenajarea fiind posibilă datorită donațiilor familiei acestuia. Tot familia sa a contribuit din plin la recrearea atmosferei de odinioară în care Gabriel Popescu a creat și trăit. Casa a fost finalizată în 1905, după planurile arhitectului A. Clavel, realizate în concordanță cu schițele și dorințele artistului. Clădirea are, la etaj, două camere - una deosebit de spațioasă, destinată atelierului de gravură, care este prevăzută cu un luminator, iar cealaltă - dormitorul, complet utilat, în care se află o serie de obiecte de uz casnic (lămpi, căni, lavoar etc.), dar și o bibliotecă variată ce cuprinde tratate de gravură, albume de artă și fotografii, carți de bune maniere, cărți de istoria românilor, cărți de sculptură în lemn. În diferitele momente ale zilei, prin intermediul luminatorului, se crea o atmosferă propice lucrului migălos pe care îl presupunea gravura în metal. Dacă la parterul casei este prezentată, printro expoziție documentară, cu diferite fotografii și documente din timpul studiilor, viața și principalele creații ale artistului, etajul ilustrează locul în care își petrecea cel mai mult timp, respectiv atelierul, dotat cu o presă unică în țară, cu doi cilindri acționați printr-o manivelă. În atelier se pot vedea ustensilele de lucru și substanțele pentru realizarea gravurilor în metal, precum și soba pe care își usca lucrările după imprimarea prin presare. Aici, prin intermediul instrumentelor de gravură, vizitatorul își poate imagina și înțelege mai ușor procedeul laborios al gravurii în acvaforte și dăltiță.  Dar, pe lângă gravură, Gabriel Popescu realiza studii și ieșea, ca orice artist al vremii, în natură, pentru a observa diferite lucruri care puteau fi legate de expresivitatea chipului uman sau de documentarea pentru un subiect anume. Ca mărturie a faptului că artistul ieșea din atelier să lucreze stau șevaletul, scăunelul și umbrela de câmp. Din cauză că domeniul gravurii în metal era puțin cunoscut și destul de greu accesibil, ustensilele se procurau cu dificultate, lucru care l-a făcut pe Gabriel Popescu să-și realizeze propriile instrumente. Unul dintre momentele importante pentru educația artistică românească a fost acela când Gabriel Popescu a fost cel care a pus bazele învățământului superior de specialitate în domeniu, după ce a fost numit profesor în 1911 la Școala de Arte Frumoase din București. Vitregiile și neajunsurile timpului l-au făcut, nu de puține ori, să imprime lucrările studenților săi la presa din atelierul de la Vulcana. Artistul Gabriel Popescu înfățișează în lucrările sale originale, în tehnici diferite (acvaforte, dăltiță, peniță, cărbune etc.), scene și persoane din Vulcana Pandele. În asemenea lucrări, Popescu și-a demonstrat calitățile complexe de gravor și, nu în ultimul rând, de pasionat al desenului.  Desenele sale înfățișează lapidar, ca niște instantanee simple, scene întâlnite pe stradă, redate ferm și expresiv, ce surprind, printr-o viziune sintetică, principalele trăsături caracteristice ale subiectului ales. După 1934, anul pensionării, împreună cu soția sa Marthe Canazin, acesta, bolnav fiind, se retrage la Vulcana Pandele, localitatea natală. După moarte însă, arta sa a intrat într-un con de umbră, fiind uneori amintită la diferite simpozioane și manifestări cu caracter local. Cu siguranță, odată cu trecerea timpului, se va înțelege adevărata valoare a operei sale și va primi locul binemeritat în istoria artei românești.
Clădirea muzeului este declarată monument istoric, având codul DB-IV-m-A-17824. Clădire construită în 1905 după proiectul arhitectului Alexandre Clavel.